# مارتين ماندرا
مارتين ماندرا (بالإسبانية: Martín Mandra) هو لاعب كرة قدم أرجنتيني في مركز الهجوم، ولد في 20 ديسمبر 1975 في بوينس آيرس في الأرجنتين. لعب مع جيمناسيا لابلاتا ورايو فايكانو وروزاريو سنترال وسوسيداد ديبورتيفو كيتو وفيرو كاريل أويستي ونادي أتليتيكو بيلغرانو ونادي راسينغ ونادي مليلية ونادي نورنبرغ ونويفا شيكاجو وهوراكان.